# نادي إراكليس سالونيك لكرة السلة
نادي إراكليس سالونيك لكرة السلة (باليونانية: Ηρακλής Θεσσαλονίκης) هو فريق كرة سلة يوناني للمحترفين تأسس في سنة 1924 يقع مقره في سالونيك.

## الإنجازات
- الدوري اليوناني لكرة السلة
  - الفوز (2): 1927–28، 1934–35
  - الوصافة (3): 1935–36، 1961–62، 1963–64
- كأس اليونان لكرة السلة
  - الوصافة (3): 1980–81، 1993–94، 1995–96

## أبرز اللاعبين
من أبرز اللاعبين الذين لعبوا معه:
- باك جونسون
- بايرون دنكنز
- ديميتريس ديامانتيديس
- جيمس دونالدسون
- لازاروس بابادوبولوس
- روي تاربلي
- ستيف باكنال
- والتر بيري
- خافيير مكدانيل

## وصلات خارجية
- الموقع الرسمي